# Margarita Panova
Margarita Panova (n. 31 ianuarie 1998, Tiraspol, Republica Moldova) este o fotbalistă din Republica Moldova, care joacă în poziția de portar. A făcut parte din echipa națională de fotbal feminin a Republicii Moldova.

## Carieră internațională
Panova a făcut parte din selecționata de seniori a Moldovei în timpul calificărilor la Campionatul Mondial de Fotbal Feminin 2019⁠(d).